# Prohodna-barlang
A Prohodna-barlang (bolgárul: Проходна) Bulgáriában, a Balkán-hegység északi elővonulatai között, Karlukovo községben található, 250 méteres tengerszint feletti magasságban. A barlang neve magyarul tulajdonképpen átjárót jelent. A barlang tényleg egy gigantikus átjáró, egy hatalmas természetes alagút. A mindkét végén nyitott barlangjárat hossza 262 méter, az alagút boltíve egy helyen 56 méter magas. A kisebbik bejárat boltíve 35 méter magas. A nagyobb bejárat 45 méterre nyúlik fel. A barlangban van egy pont, ahonnan két függőleges akna nyílik a felszín irányába. A két, szinte teljesen azonos méretű nyíláson keresztül bejut a fény a sötét barlang-alagútba, és a látogató felpillantva szembesülhet az égbolt látványával, ezért nevezték el ezt a képződményt az Isten szemeinek.
A mészkőben létrejött hatalmas alagutat valószínűleg az Iszkar-folyó ősének vize mosta, oldotta ki a negyedidőszakban. Később az Iszkar szurdoka még mélyebben bevágódott, a hatalmas barlangfolyosó pedig szárazzá vált. A kréta korú mészkőben gyakoriak az ősmaradványok, pl. tengeri sünök, mohaállatok, pörgekarúak, tengeri csigák, ammoniteszek.
A Prohodna-barlangot már az ősemberek is használták, az újkőkorszakból származó maradványokat találtak itt a régészek. A természetes alagút az ókorban kultikus hely lehetett. Érdekes, hogy a tavaszi napéjegyenlőség idején a napsugár egészen mélyen behatol a járatba. A második világháború alatt, a bombázások alkalmával a környék lakói gyakran húzódtak ide. A nagyobbik barlangbejáratnál kötélugró (bungee jumping) pontot alakítottak ki.

## Fordítás
- Ez a szócikk részben vagy egészben  a   Prohodna című angol Wikipédia-szócikk fordításán alapul.  Az eredeti cikk szerkesztőit annak laptörténete sorolja fel. Ez a jelzés csupán a megfogalmazás eredetét és a szerzői jogokat jelzi, nem szolgál a cikkben szereplő információk forrásmegjelöléseként.
- Ez a szócikk részben vagy egészben  a(z)   Проходна című bolgár Wikipédia-szócikk fordításán alapul.  Az eredeti cikk szerkesztőit annak laptörténete sorolja fel. Ez a jelzés csupán a megfogalmazás eredetét és a szerzői jogokat jelzi, nem szolgál a cikkben szereplő információk forrásmegjelöléseként.